# Anemone tuberosa
Espèce
Anemone tuberosa est une espèce de plante de la famille des Ranunculaceae, originaire des États-Unis.

## Description morphologique

### Appareil végétatif
Cette plante de 10 à 40 cm de hauteur a plusieurs tiges réunies en groupe. Les feuilles sont principalement situées à la base mais il y a un groupe de trois feuilles disposées en hélice à peu près au milieu de chaque tige. Elles mesurent entre 3 et 5 cm de diamètre et sont divisées plusieurs fois en folioles courts et étroits.

### Appareil reproducteur
La floraison a lieu en mars-avril. L'inflorescence est une fleur isolée qui apparait à l'extrémité de chaque tige florale. La fleur a une couleur qui peut aller du blanc au rose-violacé ; elle mesure entre 2,5 et 4 cm de diamètre. Le calice est constitué de 5 à 8 sépales qui ressemblent à des pétales et qui sont plus sombres et velus côté externe. Il n'y a pas de corolle, donc pas de pétales. Les étamines et les pistils sont nombreux.
Les fruits sont des akènes velus.

## Répartition et habitat
Cette plante pousse sur les pentes rocailleuses des zones désertiques. Son aire de répartition est limitée au sud-ouest des États-Unis, dans les États de Californie, Utah et Nouveau-Mexique.